# Lophelia

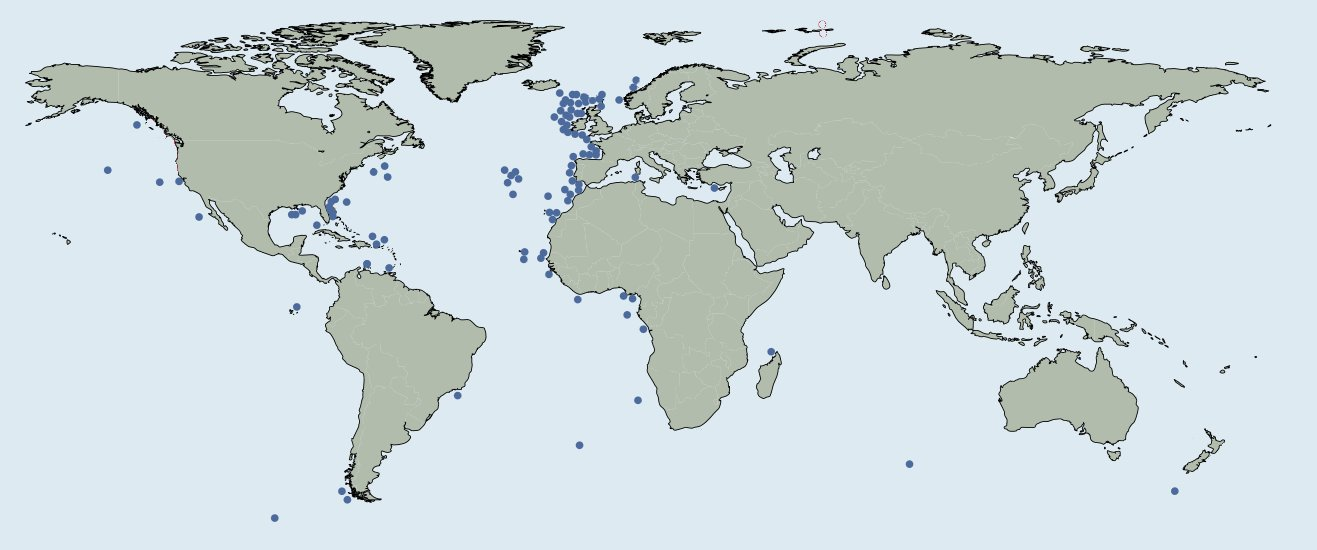
Globale Fundorte von Lophelia pertusa

Lophelia ist eine Gattung der Steinkorallen (Scleractinia). Ihre Kolonien sind buschartig und stark verzweigt. Einzelne Zweige können einen halben Meter lang werden. Die Polypen sitzen in dickwandigen Koralliten (Korallenkelche) und sind gläsern, beige oder orange. Im Gegensatz zu ihren tropischen Verwandten leben sie nicht in einer Symbiose mit Zooxanthellen, sondern ernähren sich ausschließlich durch den Fang von Plankton. Sie wachsen im Jahr durchschnittlich um einen Zentimeter.
Die beiden Arten Lophelia pertusa und Lophelia prolifera leben weltweit in allen Ozeanen in Tiefen zwischen 60 und 2100 Metern auf Hartböden. Größere Lophelia-Riffe gibt es an der Küste Norwegens, um die Färöer und am Kontinentalabhang westlich der britischen Inseln (Rockall-Trog).
Die Riffe werden noch von der gleichfalls riffbildenden Steinkoralle Madrepora oculata, Weichtieren, Armfüßern, Krebstieren und Fischen besiedelt. Die immer gleiche charakteristische Fauna wird als Lophelia-Assoziation bezeichnet.
An der Küste des südlichen Norwegens befinden sich fossile Lophelia-Stöcke aus dem jüngeren Pleistozän in einer Höhe von 100 Metern über dem Meeresspiegel. Sie müssen entstanden sein, als die Landmasse der Skandinavischen Halbinsel wegen des Gewichtes des eiszeitlichen Eisschildes 150 Meter tiefer lag als heute.